# Susan Beth Winnett
Susan Beth Winnett (* 1954 in New York City) ist eine US-amerikanische Amerikakundlerin.

## Leben
Sie studierte von 1970 und 1974 Anglistik an der Yale University und an Graduate School der Yale University, wo sie 1982 mit der Dissertation Terrible Sociability. The Text of Manners in Laclos, Goethe and Henry James promovierte. Sie lehrte an der Universität Hamburg, am Dartmouth College und an der Universität Bremen. Nach der Habilitation 2004 im Fach Literatur und Kultur Nordamerikas mit der Arbeit Writing Back. American Expatriates’ Narratives of Return in Hamburg lehrte sie dort 2004 als Privatdozentin für Literatur und Kultur Nordamerikas. Sie vertrat Lehrstühle 2007/2008 an der Universität Kiel und seit dem Sommersemester 2008 an der Heinrich-Heine-Universität Düsseldorf, wo sie von Hans Michael Piper am 15. Dezember 2009 zur W3-Professorin für American Studies ernannt wurde.

## Schriften (Auswahl)
- Terrible Sociability. The Text of Manners in Laclos, Goethe, and James. Stanford 1993, ISBN 0-8047-2140-8.
- Writing Back. American Expatriates’ Narratives of Return. Baltimore 2012, ISBN 1-4214-0740-X.